# Djérem
Pour le musicien suisse, voir Djerem.
Le Djérem est un département du Cameroun situé dans la région de l'Adamaoua. Son chef-lieu est Tibati.

## Organisation territoriale
Le département est découpé en 2 arrondissements et/ou communes :
- Ngaoundal ;
- Tibati.

Chaque arrondissement est dirigé par un Sous-préfet. Ils ont été nommés par un décret du Président de la République signé le 23 avril 2013.

## Préfet
Bernard Djiomo (depuis le 3 juillet 2017)